# Niedertaufkirchen
Niedertaufkirchen là một đô thị thuộc huyện Mühldorf bang Bayern nước Đức